# Distretto di Qarabagh (Ghazni)
Il distretto di Qarabagh è un distretto dell'Afghanistan appartenente alla provincia di Ghazni. Viene stimata una popolazione di 72 451 abitanti (stima 2016-17).